# Département Tarn
Das Département du Tarn (Aussprache [taʁn]) ist das französische Département mit der Ordnungsnummer 81. Es ist nach dem Fluss Tarn benannt und liegt in der Region Okzitanien im Süden des Landes. Die Region ist landwirtschaftlich geprägt. Hauptstadt ist Albi, der Geburtsort des Malers Toulouse-Lautrec.

## Geographie
Das Département Tarn grenzt an die Départements Aveyron, Hérault, Aude, Haute-Garonne und Tarn-et-Garonne.

## Geschichte
Das Département wurde am 4. März 1790 aus Teilen der Provinz Languedoc gebildet.
Es gehörte von 1960 bis 2015 der Region Midi-Pyrénées an, die 2016 in der Region Okzitanien aufging.

## Wappen
Beschreibung: In Gold ein roter Schildhauptpfahl mit einem Tolosanerkreuz im Schildhaupt.

## Verwaltungsgliederung
| Arrondissement   | Kantone | Gemeinden | Einwohner 1. Januar 2022 | Fläche km² | Dichte Einw./km² | Code INSEE |
| ---------------- | ------- | --------- | ------------------------ | ---------- | ---------------- | ---------- |
| Albi             | 12      | 163       | 197.448                  | 2.731,67   | 72               | 811        |
| Castres          | 13      | 151       | 198.720                  | 3.026,22   | 66               | 812        |
| Département Tarn | 23      | 314       | 396.168                  | 5.757,89   | 69               | 81         |

Siehe auch:

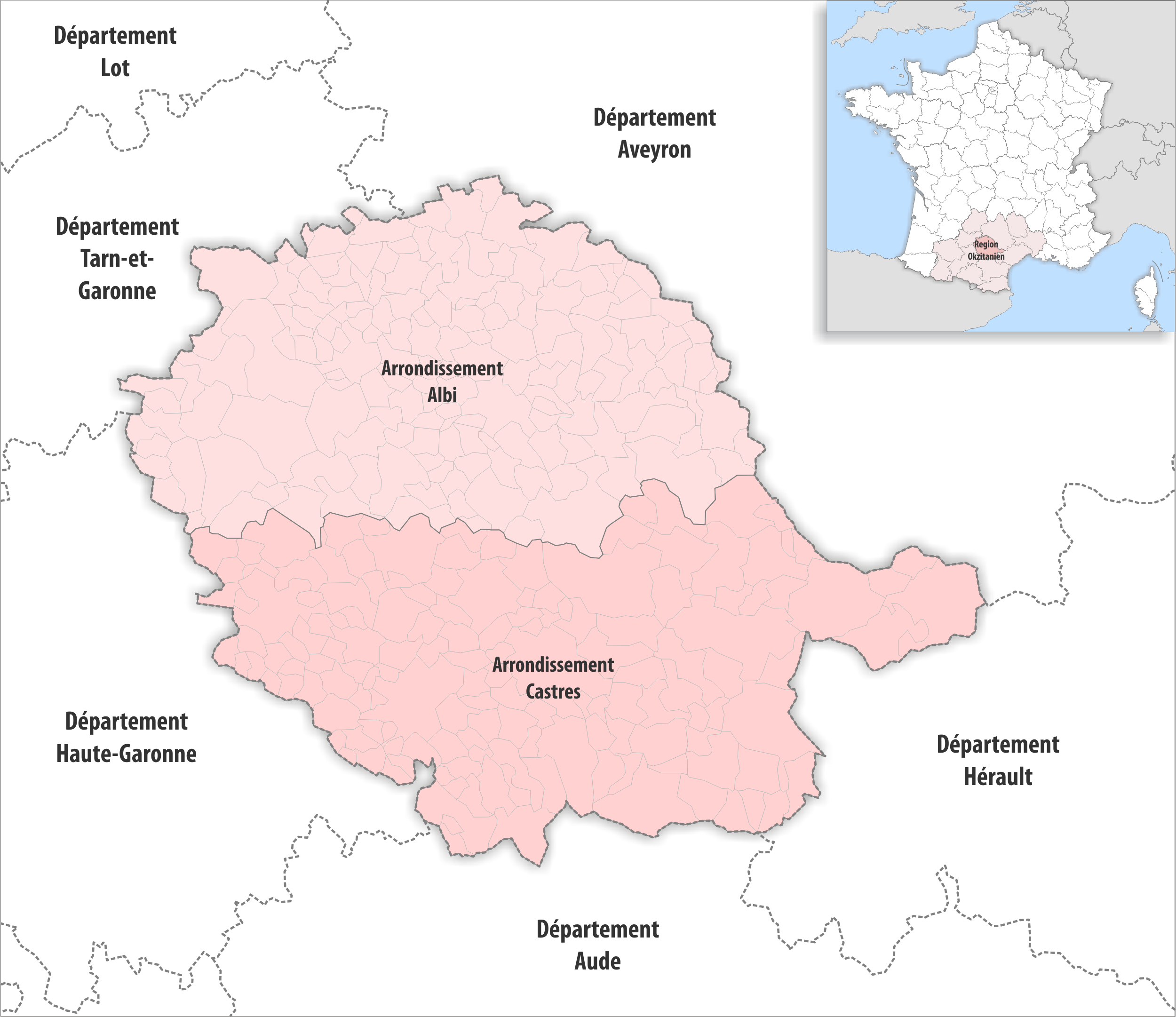
Gemeinden und Arrondissemente im Département Tarn

- Liste der Gemeinden im Département Tarn
- Liste der Kantone im Département Tarn
- Liste der Gemeindeverbände im Département Tarn

## Industrie und Wirtschaft
25,5 % der Erwerbstätigen waren 2004 in der verarbeitenden Industrie beschäftigt. Der Süden ist der am stärksten industrialisierte Teil des Départements. Die Wollindustrie (Färberei, Reißwolle) nimmt im Mazamet eine wichtige Stellung ein. In Graulhet ist traditionell die Leder- und Häuteindustrie, die größte in Frankreich, angesiedelt. Die Granitindustrie hat sich im Sidobre etabliert. Die Herstellung von Werkzeugmaschinen ist in Castres (Renault) und Mazamet vertreten. Die Metallverarbeitung konzentriert sich auf den Norden (mechanisches Schweißen in Albi und Metallbau in Carnaux). In Albi sind auch Glasherstellung (Verrerie d'Albi) und Kunststoffverarbeitung vertreten.